# Petrikirche (Mülheim)

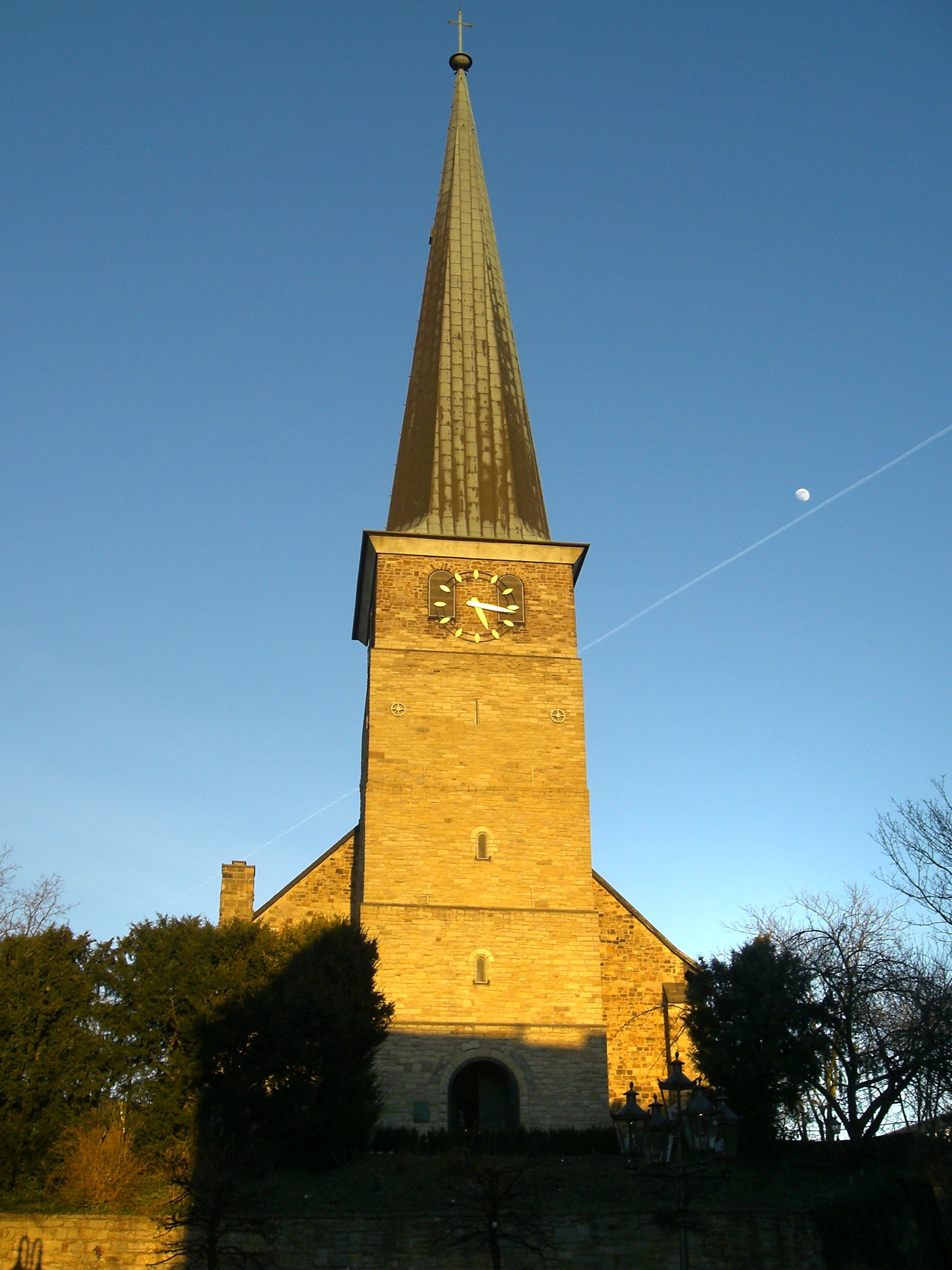
Petrikirche auf dem Kirchenhügel

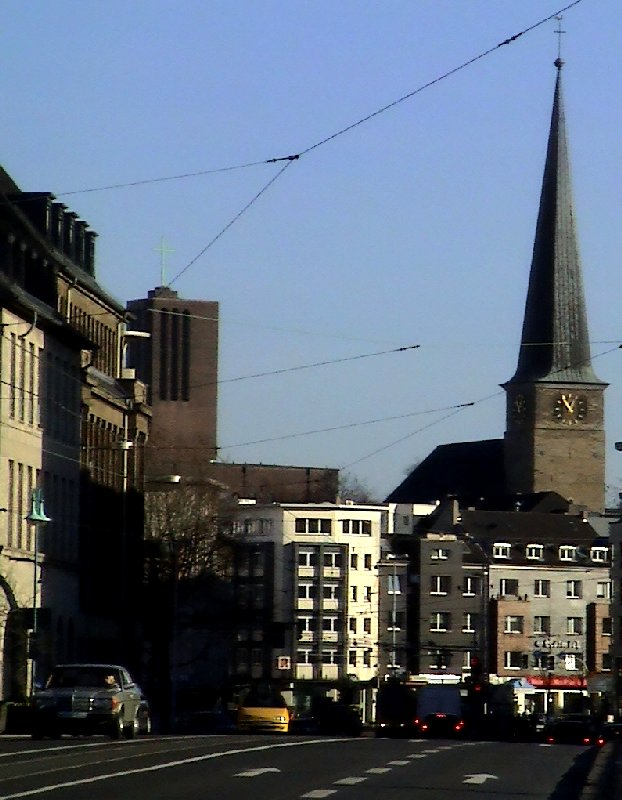
Die Petrikirche – eines der höchsten Gebäude der Stadt

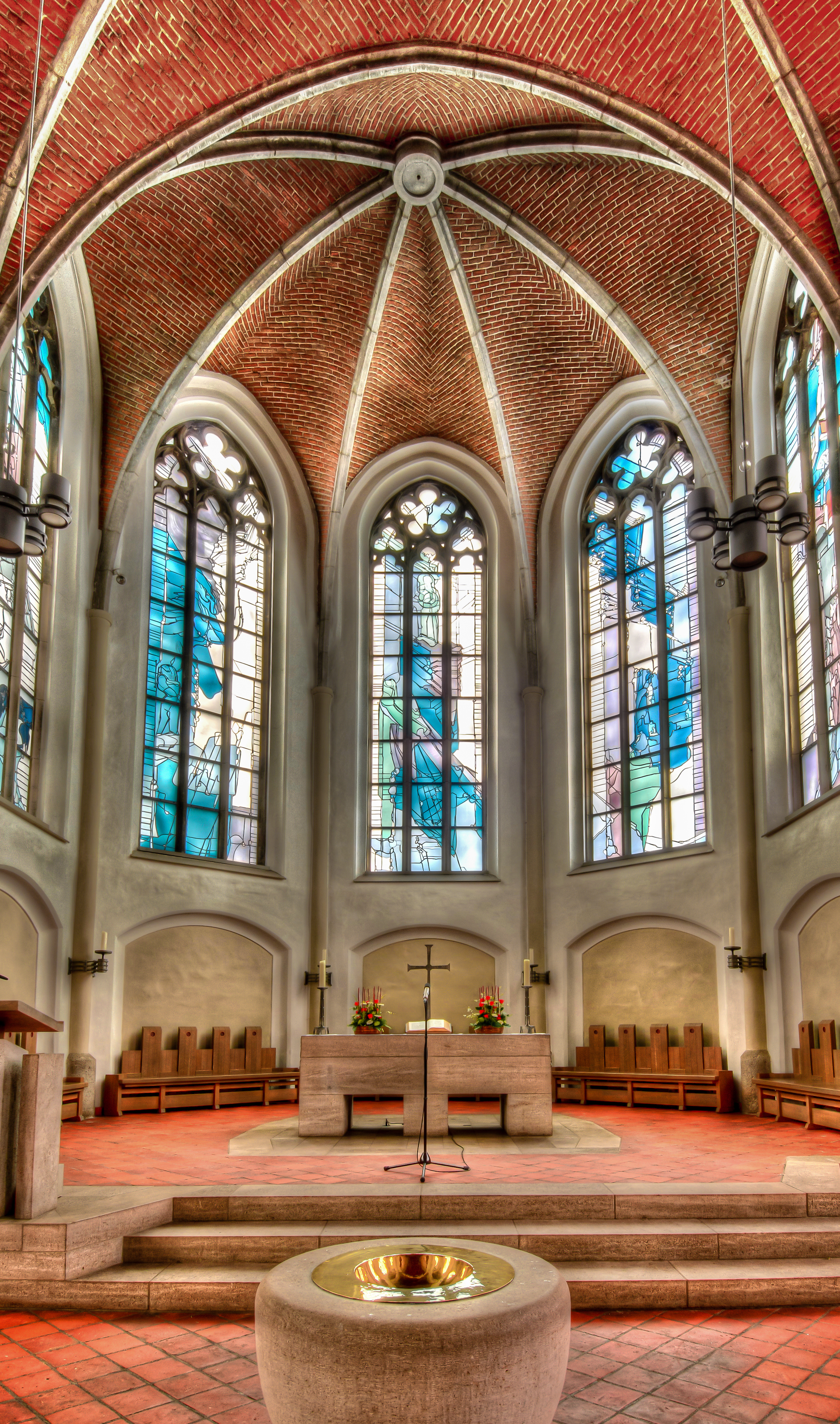
Altarraum in der Apsis mit Chorgestühl und Taufbecken

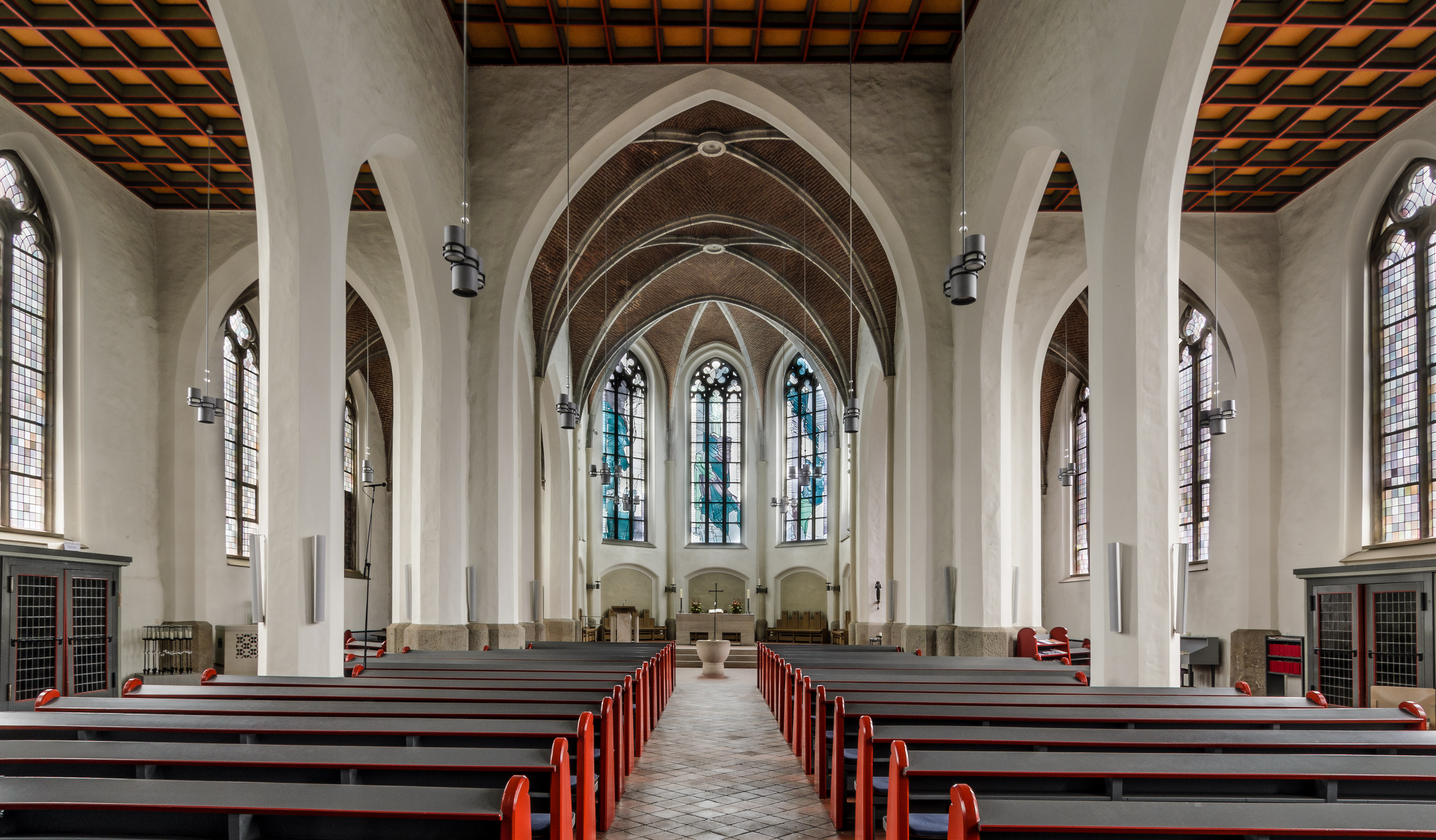
Innenraum mit Blick Richtung Altar

Die heute evangelische Petrikirche, das älteste Kirchengebäude in Mülheim an der Ruhr, geht auf die Kapelle eines mittelalterlichen Herrenhofes auf dem heutigen Kirchenhügel zurück. Sie ist eine von acht Kirchen des Kirchenkreises An der Ruhr, die unter Denkmalschutz stehen.

## Geschichte
Die Herren von Mulinhem, damalige Eigentümer des Hofes, finden ihre erste Erwähnung im Jahr 1093. Die dem St. Petrus geweihte Kirche geht auf die hofeigene Kapelle der Herren von Mulinhem zurück, die um 1200 zu einer romanischen Kirche ausgebaut wurde und den historischen Siedlungskern der Stadt darstellt. Etwa 1250 wurde das Gotteshaus um einen viergeschossigen Westturm aus Kohlesandstein erweitert. Ende des 15. Jahrhunderts erweiterte man die Pfarrkirche um einen gotischen Chor und einen Ausbau der Kapelle in Richtung Norden. Die Petrikirche war die Pfarrkirche des Kirchspiels Mülheim. Zeitweise diente sie als Grablege der Herren von Broich.
Um die Mitte des 16. Jahrhunderts schloss sich die Petrikirchengemeinde der Reformation an.
Nachfolgende Erweiterungen machten die unscheinbare Pfarrkirche zur großen Hallenkirche.
In den Jahren von 1870 bis 1872 wurde das Langschiff der Kirche im neugotischen Stil neu errichtet, Kirchturm und Chor blieben erhalten. 1912 bis 1913 erfolgte unter Leitung des Pfarrers Ludwig Wessel eine umfassende Umgestaltung im Inneren gegen den Widerstand in Mülheim traditionell starker streng reformierter und pietistischer Gemeindemitglieder.

### Kriegsjahre und Wiederaufbau
Im Zweiten Weltkrieg wurde die Kirche so stark zerbombt, dass im Wesentlichen nur noch Mauerreste und die Ruine des Glockenturmes erhalten blieben. 1949 bis 1958 dauerte der Wiederaufbau unter dem Gelsenkirchener Architekten Denis Boniver. Dabei änderte sich das äußere und innere Erscheinungsbild der Kirche, unter anderen durch eine hölzerne, kassierte Flachdecke.
Ende des 20. Jahrhunderts erhielt die Petrikirche neue Chorfenster, eine neue Kanzel und einen neuen Altar. Außerdem bekamen Leuchter, Kruzifix und Lampen ein neues, helleres Gepräge.

### Personen
- Theodor Undereyck (1635–1693), Pfarrer in Mülheim 1660–1668, bedeutender pietistischer Theologe.
- Eduard Wilhelm Schulz (1796–1880), Pfarrer in Mülheim ab 1820, der Erweckungsbewegung nahestehend, Gründer des evangelischen Krankenhauses.
- Ludwig Wessel (1879–1922), Pfarrer in Mülheim, vom 1. April 1908 bis zum 9. Oktober 1913 Pfarrer der Altstadtgemeinde. Initiator der durchgreifenden Umgestaltung der Petrikirche 1912/13 gegen den Widerstand streng reformiert/pietistischer Gemeindemitglieder. Er war der Vater von Horst Wessel.
- Von 1922 bis zu seiner Pensionierung 1961 wirkte an der Kirche der Pfarrer der Bekennenden Kirche Ernst Barnstein. Die Stadt ehrte ihn 1989 mit der Benennung des Platzes um die Kirche als Pastor-Barnstein-Platz.
- Von 1952 bis 1968 wirkte an der Kirche als Organist der Komponist und Kirchenmusikdirektor Siegfried Reda.

### Nutzung und Ausstattung
Das Gebäude wird heute von der Vereinten Evangelischen Kirchengemeinde in Mülheim genutzt, außer für Gottesdienste auch für musikalische und andere künstlerische Veranstaltungen.
Zur Ausstattung des Gotteshauses zählen die 1959/60 geschaffenen Bronzereliefs von Rika Unger auf den Türen des Portals, die Szenen aus dem Leben des Apostel Petrus zeigen, sowie die Buntglasfenster von Ernst Rasche.

### Orgeln

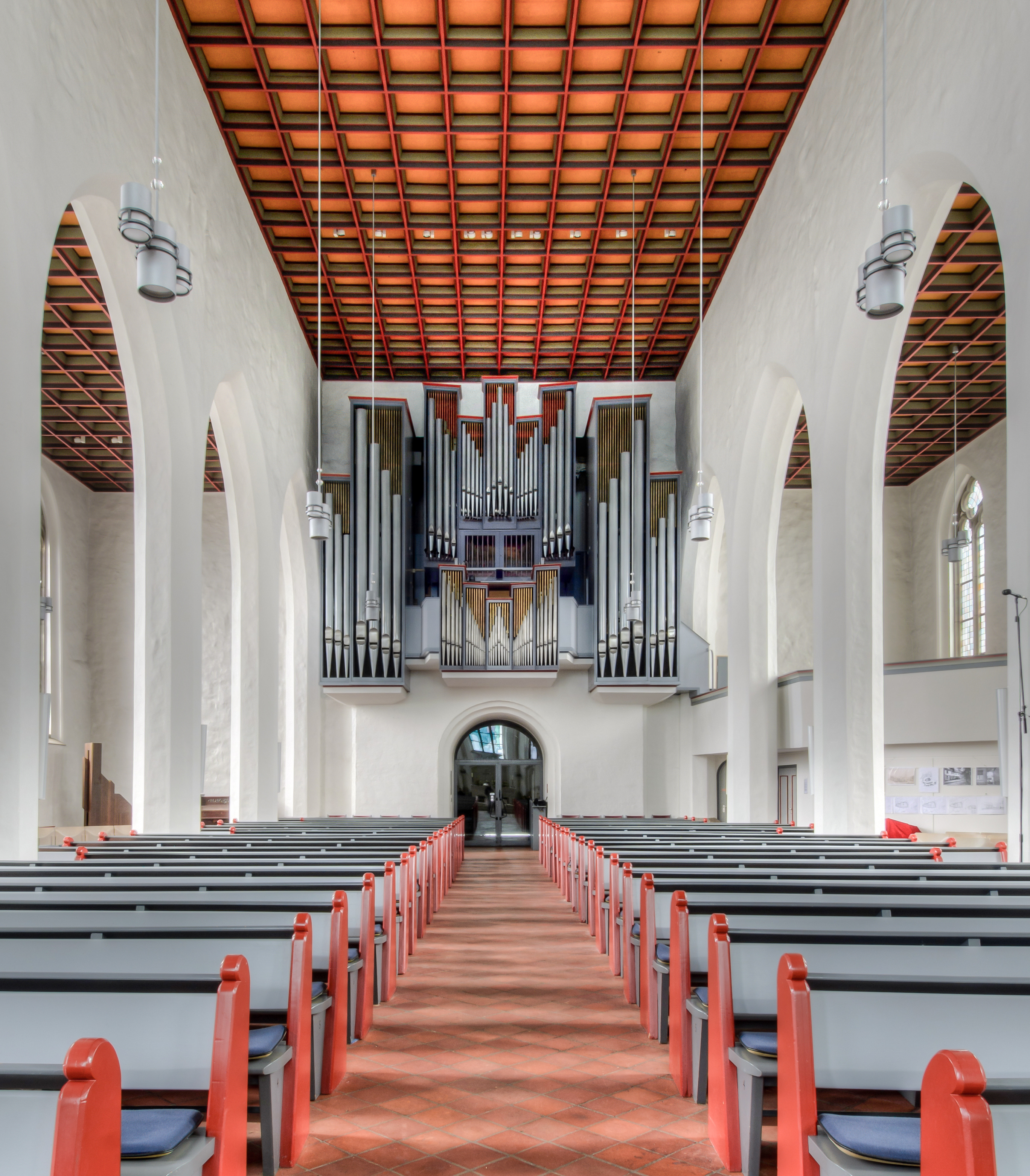
Innenraum mit Orgelprospekt

1955 bis 1959 wurde nach Plänen von Siegfried Reda von der Berliner Werkstätte Karl Schuke eine neue Orgel mit 59 Registern errichtet, die heute wegen ihrer Intonation und Klangfülle unter Denkmalschutz steht. In einem Raum hinter der Orgel ist ein kleines „Orgelmuseum“ angelegt, hier ist auch die alte elektromechanische Setzeranlage als „technisches Denkmal“ ausgestellt. 2001 wurde die Orgel von der Orgelbauwerkstätte Muhleisen aus Straßburg saniert. Die Disposition ist wie folgt:
| I Solowerk       |         |
| Quintade         | 08′     |
| Rohrflöte        | 08′     |
| Principalflöte   | 04′     |
| Hohlschelle      | 04′     |
| Feldpfeife       | 02′     |
| Rohrnassat       | 2 ⁄3′   |
| Sesquialtera II  | (ab c0) |
| Terzcymbel III   |         |
| Oberton IV       |         |
| Grobmixtur IV–VI |         |
| Fagott           | 16′     |
| Oboe             | 08′     |
| Tremulant        |         |

| II Hauptwerk       |       |
| Principal          | 16′   |
| Oktave             | 08′   |
| Oktave             | 04′   |
| Flauto in ottava   | 04′   |
| Oktave             | 02′   |
| Quinte             | 2 ⁄3′ |
| Mixtur I: VI       |       |
| Mixtur II: III–VI  |       |
| Trompete           | 16′   |
| Trompete           | 08′   |
| Spanische Trompete | 04′   |

| III Brustpositif |     |
| Holzgedackt      | 08′ |
| Spitzflöte       | 04′ |
| Principal        | 02′ |
| Terzian II       |     |
| Scharf III–V     |     |
| Ranquett         | 16′ |
| Krummhorn        | 08′ |
| Tremulant        |     |

| IV Schwellwerk  |        |
| Spitzgambe      | 16′    |
| Principal       | 08′    |
| Stillgedackt    | 08′    |
| Weidenpfeife    | 08′    |
| Kleinoktave     | 04′    |
| Flaute douce    | 04′    |
| Hohlflöte       | 02′    |
| Quarte          | 2 ⁄3′  |
| Blockflöte      | 01′    |
| Gemsquinte      | 1 ⁄3′  |
| Quintcymbel III |        |
| Rauschwerk III  |        |
| Mixtur IV/V     |        |
| Trompete        | 08′ 1) |
| Tremulant       |        |

| Pedal           |         |
| Untersatz       | 32′     |
| Principal       | 16′     |
| Subbass 16’     |         |
| Oktave          | 08′     |
| Gedeckt         | 08′     |
| Oktave          | 04′     |
| Bassflöte       | 04′     |
| Schweizerpfeife | 01′     |
| Quinte          | 10 2⁄3′ |
| Sesquialtera II |         |
| Pedalmixtur III |         |
| Posaune         | 16′     |
| Trompete        | 08′     |
| Trompete        | 04′     |
| Cornett         | 02′     |

Koppeln: I/II, III/II, IV/II, IV/I, I/Ped., III/Ped. / IV/Ped.
Außerdem befindet sich im Chorraum seit 2016 die aus der Kreuzkirche umgesetzte Westenfelder-Orgel von 1995. Sie verfügt über 13 Register auf zwei Manualen und Pedal und mechanische Trakturen.

### Glocken
Im Turm hängen 3 Glocken, gegossen vom Bochumer Verein, in den Tönen: bº, des′, es′.